# Benoni (Südafrika)
Benoni ist eine Stadt in Südafrika. Sie gehört zur Provinz Gauteng und liegt in der Metropolgemeinde Ekurhuleni, die vormals als East Rand bekannt war. 2011 hatte Benoni 158.777 Einwohner.

## Name
Im Gebiet des heutigen Benoni gab es eine gleichnamige Farm. Der hebräische Name bedeutet „Sohn der Trauer“. Im Buch Genesis heißt der Sohn von Rahel ebenfalls Ben-oni, wird aber später Ben-jamin (deutsch: „Sohn des Glücks“) genannt.

## Geographische Lage
Benoni liegt in 1645 Metern Höhe über dem Meeresspiegel im Ostteil des Witwatersrand. Westlich liegt die Stadt Germiston, weiter westlich Johannesburg, südlich von West nach Ost die Städte Boksburg, Brakpan und Springs.

## Geschichte
1881 wurde ein Stück Land östlich von Johannesburg Benoni genannt. 1887 wurden dort Goldvorkommen entdeckt; Bergleute aus dem englischen Cornwall errichteten daraufhin eine Mine. Benoni hieß damals landläufig Little Cornwall („Klein Cornwall“).
1904 war Benoni eine große Siedlung mit zahlreichen Goldminen. Ein Fluss wurde mehrfach aufgestaut, um Wasser für die Bergbauaktivitäten zur Verfügung zu stellen. 1906 wurde Benoni zur Stadt erklärt. Die meisten Einwohner waren Briten. Dazu kamen zahlreiche jüdische Siedler, die vor dem Antisemitismus in Osteuropa geflohen waren. 1907 wurden die erste Synagoge und die erste Pferderennbahn eröffnet.
1922 fand im gesamten Witwatersrandgebiet ein Streik der weißen Minenarbeiter statt, der in einer offenen Revolte mündete, weil die Bergwerkskammer (Chamber of Mines) die billigeren nicht-weißen Arbeitskräfte gegen die weißen Bergleute ausspielte, indem sie ihnen bisher weißen Arbeitskräften vorbehaltene Tätigkeiten zugänglich machte. Der auch bewaffnet ausgetragene Konflikt begann in den Kohlebergwerken und weitete sich auf den Goldbergbau am Witwatersrand aus. Getragen wurde der Streik von linksradikalen Arbeitern, burischen Landbewohnern, der Communist Party of South Africa und konservativ eingestellten republikanischen Gruppen, denen ihre jeweilige schroffe Ablehnung der damaligen Smuts-Regierung gemeinsam war. Es ereigneten sich im Streikverlauf pogromartige Jagden auf schwarze Bergleute. Benoni diente in dieser Zeit als ein wichtiger Stützpunkt der Minenarbeiter. In und um Benoni fanden während der Rand-Revolte heftige Kämpfe statt, die im Benoni Museum dokumentiert werden.
Während des Zweiten Weltkriegs wurden südafrikanische Piloten für Kampfflugzeuge in Benoni ausgebildet. 1943 stürzte der Benoni-Meteorit nahe Benoni zu Boden.
Während der Apartheidsära wurden die Bewohner nach ihrer Hautfarbe auf verschiedene Wohnviertel aufgeteilt. Schwarze wohnten unter anderem in den Townships Daveyton und Wattville, Asiaten wohnten in Actonville, während Weiße im eigentlichen Benoni wohnten. Die Vororte existieren heute noch, sind aber nicht mehr streng nach Bevölkerungsgruppen getrennt. Benoni verfügt über zahlreiche Stadtteile mit hohem Grünanteil.
Am 6. September 1976 ereignete sich in Benoni ein schwerer Eisenbahnunfall: Ein Schnellzug war vor einem Signal zum Halten gekommen, als ein Vorortzug, der nach Daveyton unterwegs war, auf ihn auffuhr. 31 Menschen starben. Entweder lag eine falsche Stellung eines Signals vor oder der Triebfahrzeugführer des Vorortzuges hatte ein „Halt“ zeigendes Signal überfahren oder es war Sabotage. Letzteres wurde von offizieller Seite dementiert, was aber auch einen politischen Hintergrund gehabt haben kann. Die Unfallursache blieb letztendlich ungeklärt.
2000 wurde Benoni Teil der Region Ekurhuleni.

## Politik
Die Stadt wird vom African National Congress (ANC) regiert. Die Demokratische Allianz (DA) ist in der Opposition.

## Wirtschaft
Der Goldbergbau verlor an Bedeutung. 1964 schloss die letzte Goldmine. Dafür wurden andere Industriebetriebe angesiedelt, beispielsweise der Repliken-Hersteller Replicars SA. Der Dienstleistungssektor spielt heute ebenfalls eine große Rolle. So dient Benoni als Zentrum für Dienstleistungen für benachbarte Städte wie Brakpan, Nigel und Springs.

## Verkehr
Benoni liegt nahe am OR Tambo International Airport, dem wichtigsten Flughafen Südafrikas. Im Straßenverkehr ist die Stadt an die N12 angebunden.

## Kultur
Das Theater Sibikwa ist ein seit 1989 bestehendes kommunales Theater. 2000 fand ein Teil des WOMAD-Festivals in Benoni statt.

## Sport
Benoni verfügt mit dem Willowmoore Park über ein internationales Cricket-Stadion. Beim Cricket World Cup 2003 fanden hier zwei Partien statt.

## Persönlichkeiten
Söhne und Töchter der Stadt:
- Rhoda Rennie (1905–1963), Schwimmerin
- Howard Payne (1932–1992), britischer Hammerwerfer
- Willie Toweel (1934–2017), Boxer
- Denis Lindsay (1939–2005), Cricketspieler
- John Mekoa (1945–2017), Jazzmusiker
- Grace Mugabe (* 1965), Präsidentengattin von Robert Mugabe
- Charlize Theron (* 1975), Schauspielerin und Oscar-Gewinnerin
- Bryan Habana (* 1983), Rugby-Union-Nationalspieler
- Justine Robbeson (* 1985), Leichtathletin
- Shaun Maswanganyi (* 2001), Leichtathlet
- Lythe Pillay (* 2003), Leichtathlet

Weitere Persönlichkeiten mit Bezug zu Benoni:
- Charlène von Monaco (* 1978), Ehefrau von Albert II. von Monaco und frühere Schwimmerin; lebte einige Jahre in Benoni

## Sonstiges
- Benoni gilt als der Ort mit der höchsten Dichte von Pferdeställen auf der Südhalbkugel.
- Der international veröffentlichte Film Crazy Monkey Presents Straight Outta Benoni mit Brett Goldin spielt in Benoni.